# Le retour de Salvail, Dominic et Martin
Le Retour de Salvail, Dominic et Martin était une émission de radio québécoise diffusée entre le 20 août 2007 et le 27 novembre 2009 sur toutes les stations du réseau NRJ. Elle était animée par Éric Salvail et le duo humoristique Dominic et Martin.

## Histoire
Le 6 juin 2007, Radio Énergie annonce Dominic et Martin à l'émission du retour à la maison à la suite du départ des Grandes Gueules après 15 ans. Pierre Pagé accepte d'animer l'émission deux jours par semaine. L'émission débute le 20 août 2007.
Le 3 juin 2009, André Ducharme quitte l'animation de l'émission, ayant pris le relais de Pierre Pagé depuis 2008. Il sera remplacé à l'automne par Éric Salvail, qui co-animait l'émission du midi Salvail Racicot pour emporter avec Isabelle Racicot.
Le 30 novembre 2009, le réseau NRJ annonce le retour des Grandes Gueules à l'émission du retour de 15 h à 18 h. La direction a proposé à Dominic et Martin « d'assurer la transition d'ici le retour de José Gaudet et Mario Tessier » en janvier, qu'ils ont décliné. Lundi, Benoît Gagnon a pris le micro au retour à la maison pour le mois de décembre. En ce qui concerne Dominic et Martin, ces derniers sont liés par contrat à la station jusqu'à l'automne 2010. La direction prévoit ainsi dénicher un autre travail pour le duo au sein de NRJ.

## Segments
L'émission contenait plusieurs segments composés de skectchs humoristiques.

### Les Sillons
La capsule Les Sillons est une parodie de la série d'animation Les Simpson. On y présente la vie fictive de la famille familiale de Dominic Sillon, un des animateurs de l'émission.

### Dominic in English
Dans la capsule Dominic in English, l'animateur Dominic Sillon appelle des entreprises anglophones et leur joue des tours en discutant avec eux avec un fort accent québécois.

### Les 2 minutes du peuple
Les capsules de François Pérusse n'étaient originellement diffusées que les matins, mais l'étaient également dans l'émission du retour à 16 h 20. Les 2 minutes du peuple sont diffusées depuis 2002 sur NRJ / Énergie.

## Nouvelles
À chaque 30e minute de l'heure, un bulletin de nouvelles régional (les Infos Astral Media) est présenté dans l'émission. Ce dernier n'est pas narré par les animateurs, mais par des journalistes différents pour chaque région du Québec. Dans ces bulletins, des actualités sont d'abord présentées, puis, des nouvelles sportives sont offertes.

## Chroniqueurs
Des chroniques sont également présentées durant l'émission.
- Christian Tétreault
- Luc Gélinas, journaliste sportif à RDS
- Renaud Lavoie, journaliste sportif à RDS